# François Naville

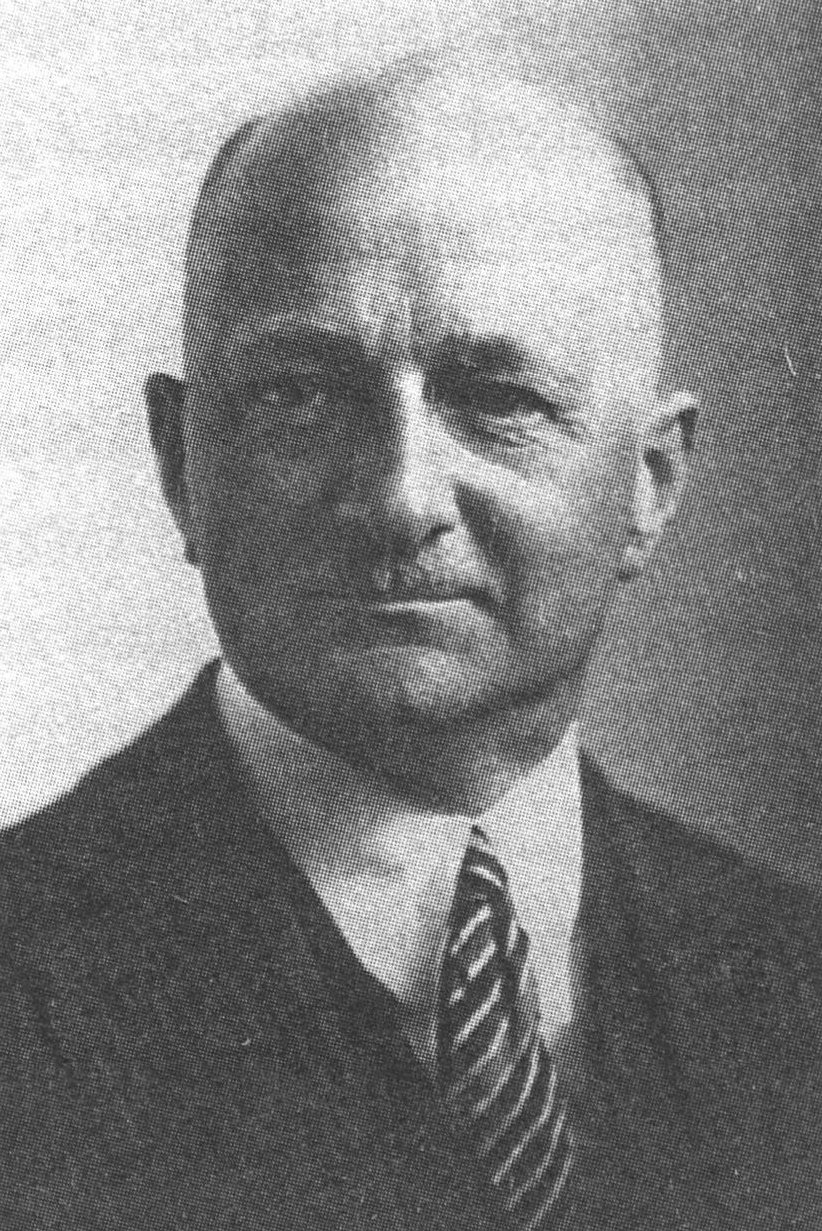
François Naville

François Naville (14 de junio de 1883 en Neuchâtel; † 3 de abril de 1968 en Ginebra) fue un médico suizo, experto de medicina legal y profesor en la Universidad de Ginebra.

## Comienzo de la carrera académica
Naville estudió medicina en las Universidades de Ginebra y París e hizo Staatsexamen[?] en 1907 y doctorado en 1910. Trató primero con neurología y psiquiatría infantil, y en 1912 se hizo libre-docente en neurología. Posteriormente comenzó a interesarse para la criminología clínica, hasta que, en 1928, se hizo profesor asociado de medicina legal. En 1934 fue nombrado profesor ordinario y se hizo director del Instituto de Medicina Legal de la Universidad de Ginebra. Dio, junto con la psico-pedagoga Alice Descoeudres (1877-1963), charlas en las áreas de psicología, psicoanálisis, medicina y fisiología en el Instituto Jean-Jacques Rousseau en Ginebra. En el ejército, Naville tenía el puesto de teniente-coronel de 1938 a 1941 [?] y era médico de/en la frontera.

## "Experto" en el caso Katyn
Naville estuvo involucrado a un nivel esencial como especialista jurídico en la elucidación de la masacre de Katyn; fue designado por las autoridades alemanas en 1943 para participar en una comisión de peritos para investigar la masacre y asumió el cargo con la aprobación de las autoridades suizas y del Comité Internacional de la Cruz Roja. Así, formó parte de la Comisión Internacional de 1943 para las investigaciones de Katyn. En cuanto director del Instituto de Medicina Legal de la Universidad de Ginebra, Naville fue el único especialista verdaderamente "neutro" en la comisión. En abril de 1943, los miembros de la comisión visitaron los túmulos en Katyn y concluyeron que los eventos tuvieron lugar en la primavera de 1940, o sea, en el periodo durante el que el territorio en cuestión estaba bajo la hegemonía soviética. Después del fin de la Segunda Guerra Mundial, el Consejo Provincial de Ginebra, más específicamente, el miembro del partido de Trabajo (comunista), el Sr John Vincent, colocó el día 11 de septiembre de 1946 la cuestión sobre el papel desempeñado por el profesor Naville en el Proceso de Katyn. Vincent lo acusó de concordar con visita la Katyn y alegó que la masacre de Katyn fue el trabajo de los propios alemanes. En su respuesta, el profesor Naville describió las condiciones de utilización y aceptación de su misión y mantuvo las conclusiones de la comisión [?] de 1943; dijo que, en lo que se refiere a la firma del informe sobre Katyn, él no tuvo "ninguna tentativa de prestar servicio para los alemanes" sino para la verdad." Pero no tuvo apoyo ni de la inteligencia [?], ni de la Cruz Roja ni del Departamento Político Federal [de Suiza?]. Esas instituciones actuaron aparentemente de una forma estrictamente pragmática, con el único propósito de no ofender el gobierno soviético y para evitar complicaciones diplomáticas. Querían "no saber" quién fue el responsable la masacre de Katyn. No fue hasta 1989 cuando los soviéticos confirmaron que en este caso fue uno de los crímenes stalinistas más terribles.

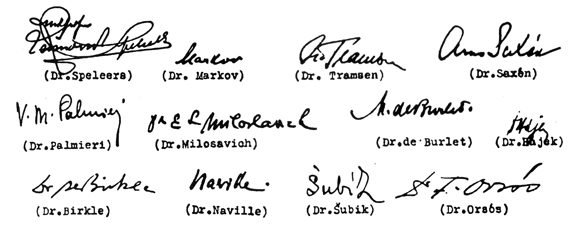
Firmas de los miembros de la comisión de investigación de Katyn, día 30 de abril de 1943

Casi cuarenta años después de su muerte [?], François Naville recibió la "Cruz de Comandante de la Orden del Mérito de la República de Polonia": premio póstumo, esta distinción vino a saludar un raro coraje científico.

## Caso Jaccoud
En la década de 1960, Naville estuvo envuelto en la autopsia de Charles Zumbach (vea Caso Pierre Jaccoud), donde intentó evidenciar (erradamente) la prueba de que la víctima (Zumbach) y el acusado Pierre Jaccoud tendrían el mismo grupo sanguíneo 0); pero se manifestaron dudas sobre la culpabilidad del acusado Jaccoud.

## Publicaciones (selección)
- Contribution à l’étude de l’aliénation mentale dans l’armée suisse et dans les armées étrangères: étude clinique, statistique, et de prophylaxis. Editora Kündig, Ginebra 1910 (Tesis de doctorado).
- Etude anatomique du névraxe dans un cas d’idiotie familiale amaurotique de Sachs. Editora Orell Füssli, Zúrich 1917.
- Résumé des publications de F. Naville, professeur ordinaire de médecine légale à l'Université de Genève. Imprimerie du Journal de Genève, Ginebra 1938.
- La réaction du floculation de Meinicke (M. T. R.) en médecine légale. Editora Schwabe, Basilea 1941.